# İntikam
Osveta (tr. İntikam) je turska serija. Glavne uloge imali su glumci Beren Saat, Nejat İşler i Mert Fırat, a radnja smještena je u turskom gradu Istanbul.

## Glumačka postava

### Glavni likovi
| Glumac      | Lik            | Sezona |
| ----------- | -------------- | ------ |
| Beren Saat  | Yağmur Özden   |        |
| Nejat İşler | Rüzgar Denizci |        |
| Mert Fırat  | Emre Arsoy     |        |

### Sporedne uloge
| Glumac/ica        | Lik           | Sezona |
| ----------------- | ------------- | ------ |
| Engin Hepileri    | Hakan Eren    |        |
| Zafer Algöz       | Haldun Arsoy  |        |
| Arzu Gamze Kılınç | Şahika Arsoy  |        |
| Ezgi Eyüboğlu     | Cemre Arsoy   |        |
| Dilşat Çelebi     | Aslı Sağlam   |        |
| Can Sipahi        | Barış Denizci |        |
| Didem Uzel        | Leyla Saygın  |        |